# 徐永禎
徐永禎（？—？），中國清朝官員，於1659年擔任福建巡撫，主要從事福建之軍政事務，品等約為二品。
| 前任： 劉漢祚 | 福建巡撫 1659年上任 | 繼任： 許世昌 |